# NGC 2392
La nébuleuse planétaire NGC 2392 (ou Caldwell 39) (rarement appelée la nébuleuse de la Face de Clown et jadis appelée nébuleuse de l'esquimau) est une nébuleuse planétaire bipolaire arborant une double coquille. 
Elle est située dans la constellation des Gémeaux. Elle a été découverte par l'astronome germano-britannique William Herschel en 1787.

## Observation
Avec une magnitude visuelle apparente de 9,61, on doit utiliser des jumelles dont l'ouverture est d'au moins 80 mm ou un petit télescope pour l'observer.  

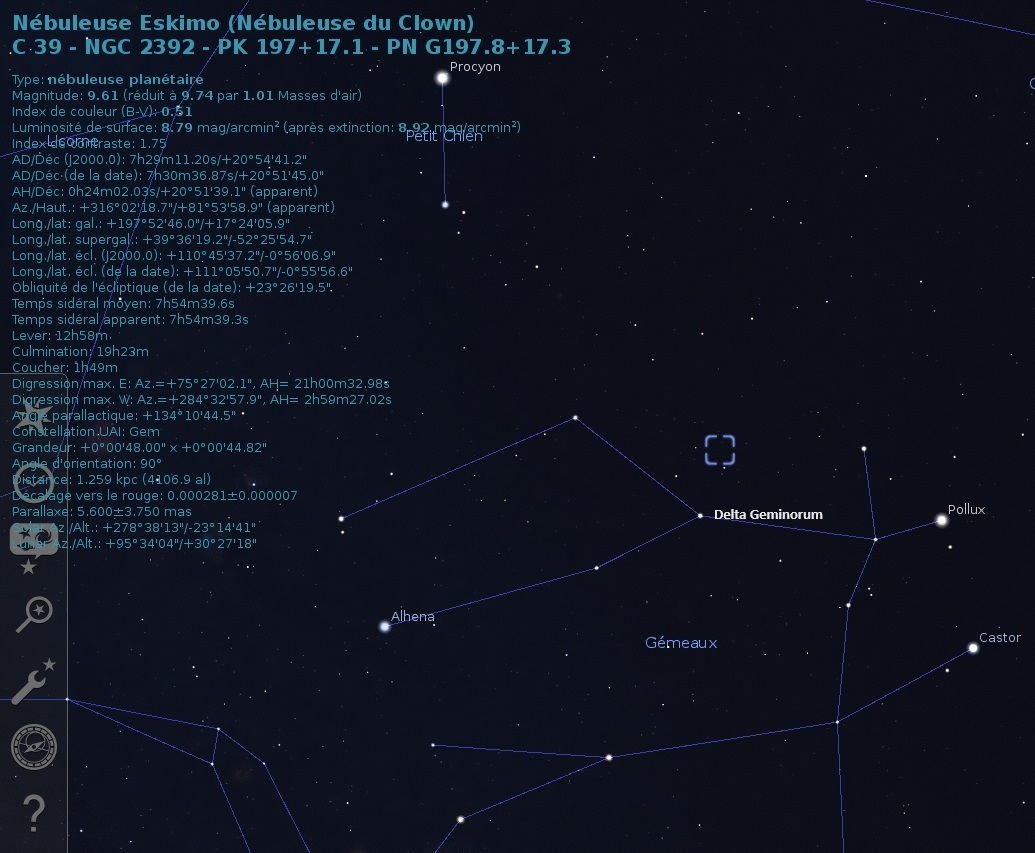
Localisation de NGC 2392 dans la constellation de Pégase. (Stellarium)

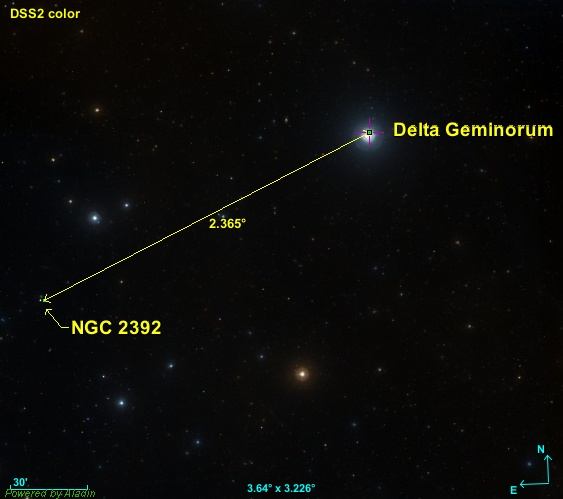
Position de NGC 2392 par rapport à une étoile.

La nébuleuse NGC 2392 est située à environ 2,4 degrés au sud-est de l'étoile Delta Geminorum.

## Caractéristiques

### Distance, taille et vitesse
Le logiciel en ligne Aladin Lite permet de consulter les données astronomiques de plusieurs catalogues, dont le « GAIA EARLY DATA RELEASE 3 (GAIA EDR3) ». La parallaxe de NGC 2392 est égale à 0,545 1 ± 0,046 7 mas, ce qui correspond à une distance de 1835 +172
−145 pc.
Selon les sources, la taille apparente de la nébuleuse est de 0,33′ ou de 0,90′. Cette dernière valeur semble la plus probable, car la mesure du diamètre de la nébuleuse sur l'image Pan-STARRS donne une valeur de 1,01'. La taille réell de la nébuleuse a été calculée avec cette valeur.
Quatre valeurs de la vitesse de la nébuleuse sont indiquées sur la base de données Simbad, dont trois presque indentique. La quatrième semble incorrecte. Ces valeurs sont 84,2 km/s, 84,2 ± 2,0 km/s, 84,20 ± 3,40 km/s et 4 526 km/s.

## Description

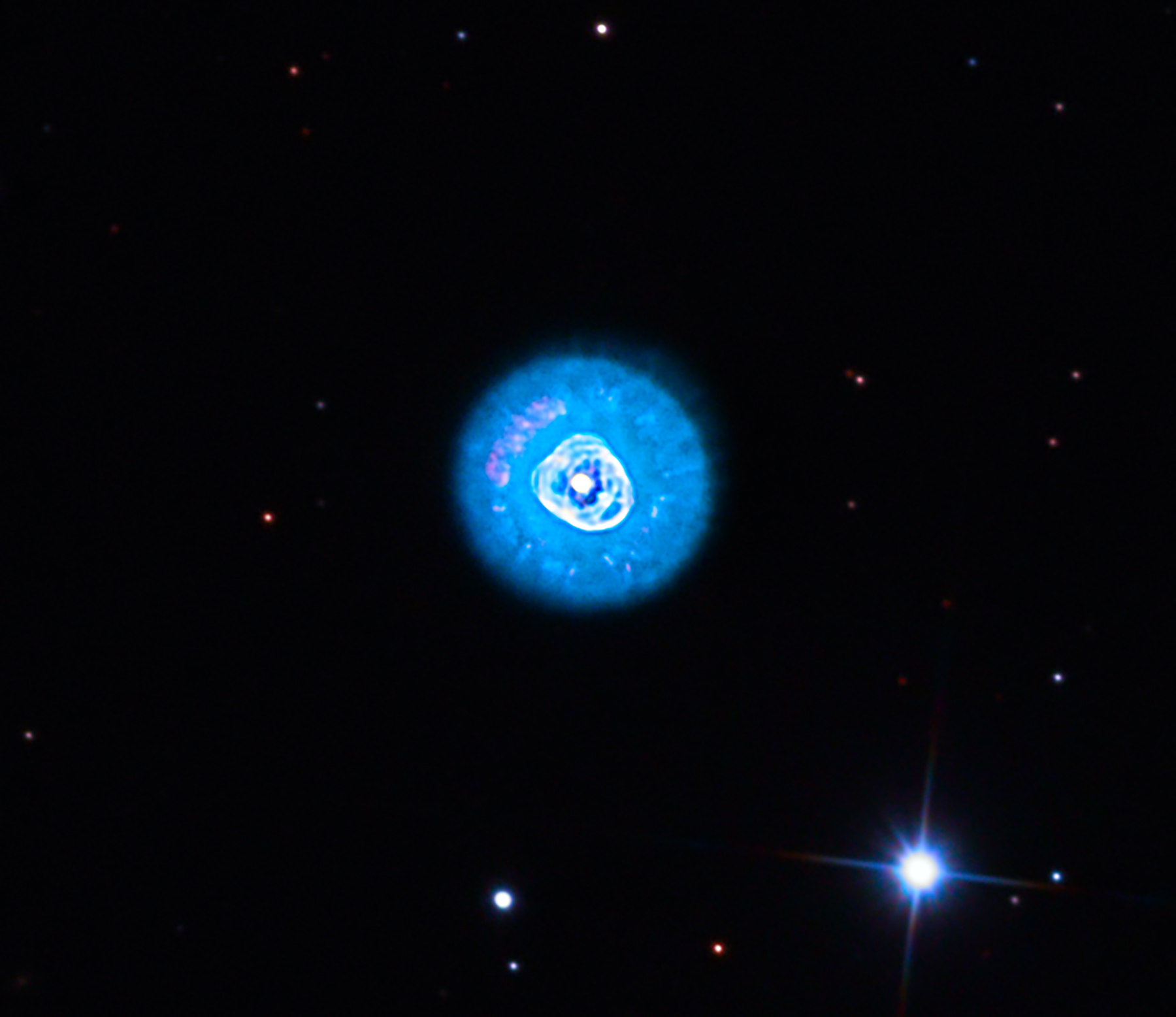
NGC 2392 dans un télescope de 80 cm.

NGC 2392 est une nébuleuse de petite dimension 0,56' maximum, la dimension de 0,90' proposée par Steinicke semble erronée. Sa magnitude apparente de 9,1 ou 9,61 la rend invisible à l'œil nu. Dans un petit télescope, il a l'apparence d'un simple disque lumineux. C'est d'ailleurs cet aspect qui est à l'origine du nom de nébuleuse planétaire. Cependant, dans les grands télescopes, les nébuleuses planétaires montrent une structure beaucoup plus complexe. Par exemple, sur une photo prise par un télescope de 80 cm de diamètre, NGC 2392 ressemble au visage d'un humain habillé d'un parka de fourrure, d'où son ancien nom de nébuleuse de l'Esquimau, obsolète aujourd'hui.
La nébuleuse planétaire NGC 2392 est connue pour la vitesse exceptionnellement élevée de sa coquille interne, environ 90 km/s, et l'existence d'un écoulement bipolaire rapide dont la vitesse radiale approche les 200 km/s.

## L'image prise par Hubble

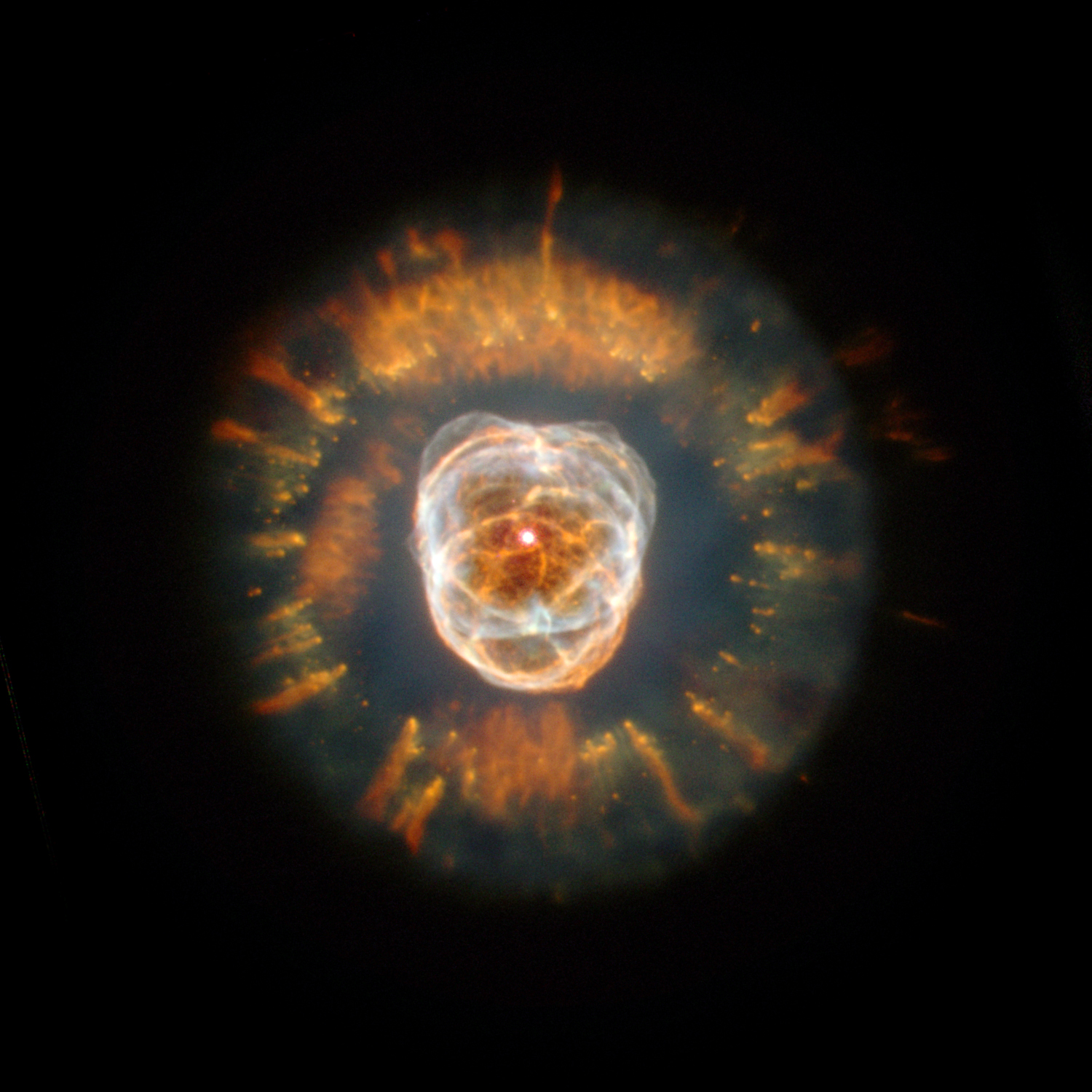
Image de NGC 2392 prise par l'imageur WFPC2 du télescope spatial Hubble en janvier 2000.

Les photos qui ont servi à réaliser la célèbre image de la Nébuleuse planétaire NGC 2392 ont été prises du 10 au 13 janvier 2000, juste après le succès de la troisième mission de réparation du télescope spatial Hubble en décembre 1999. La première cible choisie par les astronomes pour vérifier le bon fonctionnement du télescope était la Nébuleuse planétaire NGC 2392.
Le télescope spatial Hubble a répondu aux espoirs des astronomes. Il a en effet produit une image très détaillée et d'une finesse inégalée. Sur cette image, la fourrure du parka prend l'aspect de comètes géantes qui pointent vers l'extérieur de l'étoile centrale comme les rayons d'une roue. Les grumeaux qui forment les têtes des comètes semblent tous situés à la même distance de l'étoile, une observation importante pour expliquer l'évolution de cette nébuleuse. 
On voit très bien l'étoile centrale de la nébuleuse sur l'image prise par Hubble. Elle est entourée d'ovales lumineux blancs et dorés. L'apparence du centre de la nébuleuse rappelle certaines images d'un nuage électronique autour du noyau d'un atome.

## Halo
Selon une étude publiée en avril 2024, qui est en quelque sorte un résumé des connaissances acquises sur une douzaine des nébuleuses planétaires, étude qui cite plusieurs références, la vitesse interne du vent de la nébuleuse de NGC 2392 est de 1 000 km/s et sa luminosité est de 0,3 {\displaystyle L_{\odot }} (log10=-0,47). Le rayon de la bulle qui entoure l'étoile centrale est d'environ 0,062 pc (∼0,202 al) et sa perte de masse par année est de 3,02 * 10-8 {\displaystyle M_{\odot }}/an (log10=-7,52). La luminosité de la nébuleuse dans le domaine des rayons X est de 9,55 * 10-3 {\displaystyle l_{\odot }} (log10=-2,02). La bulle entourant l'étoile est près du stade d'évaporation et elle peut déjà contenir une petite quantité de matière riche en hydrogène.

## Étoile centrale
L'étoile centrale de NGC 2392 est est l'une des plus brillantes connues parmi toutes les nébuleuses planétaires. C'est une naine de type O qui est environ 40 fois plus lumineuse que le Soleil. La température de sa surface atteint les 40 000 K. Le très fort rayonnement de cette étoile excite la brillante lueur fluorescente de la nébulosité.Deux fortes raies spectrales à 500,7 nm et 495,9 nm appelées « raies interdites » de l'oxygène doublement ionisé, produisent la teinte vert bleuâtre de la nébuleuse.
Selon Schönberner et Steffen, l'étoile au centre de NGC 2392 est de type spectral O6f, ce qui signifie que c'est une étoile très chaude dont les raies em émission sont intenses dans l'hélium II. Sa température effective est de 44 kK et sa luminosité est de 7,41 * 103 {\displaystyle l_{\odot }} (log10=3,87). Notons que Schönberner et ses collègues ont adopté une distance d'environ 1,82 kpc (∼5 940 al) pour déterminer les valeurs qu'ils proposent.